# Diguetia
Diguetia ist eine Gattung aus der Familie der Diguetidae innerhalb der Echten Webspinnen und umfasst neun Arten. (Stand: Juni 2016)

## Verbreitung und Lebensraum
Hauptverbreitungsgebiet ist Texas und Oklahoma bis Kalifornien und weit in den Süden von Mexiko; bislang eine Art ist in Argentinien gefunden worden. Die Rückzugsräume sind stets sehr individuell und weisen je nach Region deutliche Unterschiede in Farbe, Struktur und Bauweise auf. Diguetia-Arten bevorzugen sperrige Sträucher oder strauchwüchsige Kakteen in ariden Klimaten und sind dort in der Strauchschicht jeglicher Vegetation zu finden.

## Beschreibung
Der Körper der Diguetia-Arten ist dicht mit weißen Haaren besetzt, welche die typischen Linien des Musters bilden. Sie haben recht lange, schwarz geringelte Beine. Sie ziehen sich in eine 5 bis 8 cm lange, vertikale und oben geschlossene Wohnröhre, zurück, die wie ein Schalltrichter einer Trompete im Zentrum einer ausgedehnten Matte aus Fäden gewebt wird. Die Öffnung wird mit Blättern, Rindenbruchstücken oder Bodenteilchen verschlossen und getarnt, die aus der nächsten Umgebung, meist von der Pflanze, an dem das netz befestigt ist, gesammelt werden. In diesen Rückzugsraum integrieren die Weibchen ihre Eisäcke wie Dachschindeln übereinander.

## Arten
Der World Spider Catalog listet für Gattung Diguetia neun Arten. (Stand: Juni 2016)
- Diguetia albolineata (O. Pickard-Cambridge, 1895)
- Diguetia andersoni Gertsch, 1958
- Diguetia canities (McCook, 1889)
  - Diguetia canities canities (McCook, 1889)
  - Diguetia canities dialectica Chamberlin, 1924
  - Diguetia canities mulaiki Gertsch, 1958
- Diguetia catamarquensis (Mello-Leitão, 1941)
- Diguetia imperiosa Gertsch & Mulaik, 1940
- Diguetia mojavea Gertsch, 1958
- Diguetia propinqua (O. Pickard-Cambridge, 1896)
- Diguetia signata Gertsch, 1958
- Diguetia stridulans Chamberlin, 1924